# Homer the Heretic
«Homer the Heretic» (с англ. — «Гомер-еретик») — третий эпизод четвёртого сезона мультсериала «Симпсоны». Премьера эпизода состоялась 8 октября 1992 года. В эпизоде Гомер отказывается идти в церковь и весело проводит время дома. Его поведение разгневало Бога, который посещает его во сне.

## Сюжет
В очень холодное воскресное утро Мардж собирает семью для похода в церковь. Гомер, выглянув на улицу, отказывается выходить из дома. Он решает устроить лучший день своей жизни. Он спит допоздна, танцует в нижнем белье, изобретает собственный вид вафель, выигрывает радиоконкурс, смотрит футбол и находит пенни под кушеткой. Гомер приписывает всю свою удачу пропущенному походу в церковь.
Тем временем Мардж и дрожащие от холода дети слушают маловразумительную проповедь преподобного Лавджоя, после чего застревают в церкви из-за заледеневшей двери. Однако после того, как они смогли освободиться, Мардж не смогла завести автомобиль… По возвращении домой Мардж пугается, услышав, что Гомер не собирается больше ходить в церковь. Она прилагает все усилия, чтобы убедить его, но всё напрасно.
Во сне Бог является Гомеру. Бог очень сердит на Симпсона за то, что он «оставил его церковь». Гомер говорит, что «я неплохой парень, я упорно тружусь, и я люблю своих детей… так почему же я должен потратить половину моего воскресенья, слушая о том, что я отправлюсь в ад?». Бог соглашается и разрешает Гомеру поклоняться ему своим собственным способом. Гомер организовывает свою собственную религию, которая отвечает его вкусам.
В один прекрасный день в доме Симпсонов возникает пожар, а пожарная команда не успевает добраться до их дома, и Фландерсу приходится самому спасать Гомера. К счастью, команда всё-таки успела потушить пожар, сохранить дом Симпсонов относительно целым и спасти большую часть их имущества. Гомер говорит, что возобновит походы в церковь. Однако во время службы он сидя спит. Бог утешает Гомера, рассказывая Гомеру смысл жизни в финальных титрах…

## Саундтрек
- Les Reed and Barry Mason — «Delilah» (исполняет Дэн Кастелланета).
- Bob Gaudio, Bill Cranston, Thomas Austin, and Bill Dalton — «Short Shorts»[1].